# Букоцветные
Букоцве́тные (лат. Fagales) — порядок покрытосеменных растений, включающий несколько хорошо известных семейств деревьев, таких как Берёзовые, Буковые, Ореховые и некоторые другие. По современной классификации APG IV по состоянию на декабрь 2023 года насчитывает 7 семейств, 32 рода и 1 624 ботанических видов. Порядок включается в дочернюю кладу Фабиды, последовательно входящую в более крупные клады Розиды -> Суперрозиды -> Эвдикоты -> Цветковые растения.

## Ботаническая характеристика порядка
Семейства порядка Букоцветные преимущественно ветроопыляемые кустарники или деревья с железистыми или звездчатыми волосками. Часто однополые, но обычно однодомно распределенные цветки имеют простой, как правило, очень редуцированный околоцветник, и, как правило, нижнюю завязь с очень небольшим числом семяпочек в плодолистике. Пыльцевая трубка проникает в (незрелую) семяпочку через халазу, плод — обычно односемянный орех, семя без эндосперма.

## Классификация
Старые источники, которые используют систему классификации Кронкиста, включали в этот порядок только четыре семейства: берёзовые (Betulaceae), буковые (Fagaceae), лещиновые (Corylaceae), тикодендровые (Ticodendraceae) (в современных системах классификации все лещиновые включены в семейство берёзовых). Остальные семейства разбивали в три разных порядка и размещали их в подклассе гамамелидных (Hamamelidae). Казуариноцветные (Casuarinales) содержали в себе одно семейство казуариновых (Casuarinaceae), орехоцветные содержали семейства ореховых (Juglandaceae) и роиптелейных (Rhoipteleaceae), а мириковые (Myricales) включали в себя оставшиеся семейства (а также Belanops).
Причиной изменений стали исследования, в ходе которых стало понятно, что Мириковые, определённые таким образом, являются парафилетичными по отношению к двум другим группам.

### Семейства
В системе APG IV в порядок включаются 7 семейств:
1. Берёзовые (Betulaceae) — 6 родов, 210 видов
2. Казуариновые (Casuarinaceae) — 4 рода, 91 вид
3. Буковые (Fagaceae) — 8 родов, 1142 вида
4. Ореховые (Juglandaceae) — 9 родов, 83 вида
5. Мириковые (Myricaceae) — 3 рода, 53 вида
6. Нотофаговые (Nothofagaceae), монотипное с 1 родом Нотофагус и 44 видами
7. Тикодендровые (Ticodendraceae), монотипное с 1 родом Тикодендрон и 1 видом

### Таксономическое положение
- Fagales Engl., 1892, Syllabus 94

Порядок Букоцветные включается в дочернюю кладу Фабиды, последовательно входящую в более крупные клады Розиды -> Суперрозиды -> Эвдикоты -> Цветковые растения. Кладограмма в соответствии с Системой APG IV по состоянию на декабрь 2023 года:
|  |                          |  |                                   | порядок Букоцветные |  | 7 семейств |  | 32 рода |  | 1624 видов |
|  |                          |  |                                   | порядок Букоцветные |  | 7 семейств |  | 32 рода |  | 1624 видов |
|  | клада Цветковые растения |  |                                   |                     |  |            |  |         |  |            |
|  |                          |  |                                   |                     |  |            |  |         |  |            |
|  |                          |  | ещё 63 порядка цветковых растений |                     |  |            |  |         |  |            |
|  |                          |  |                                   |                     |  |            |  |         |  |            |

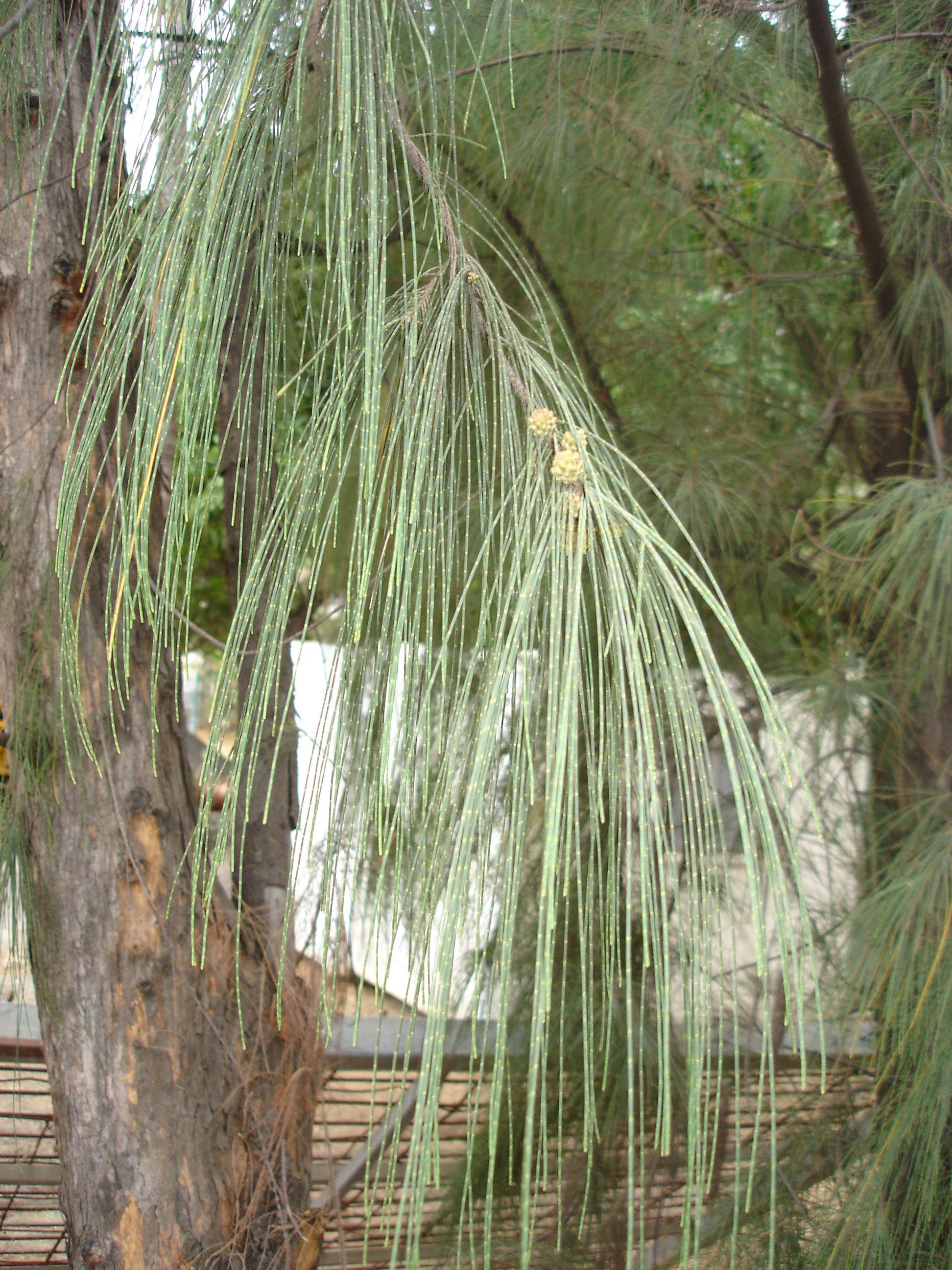
Казуарина хвощевидная (Casuarina equisetifolia)
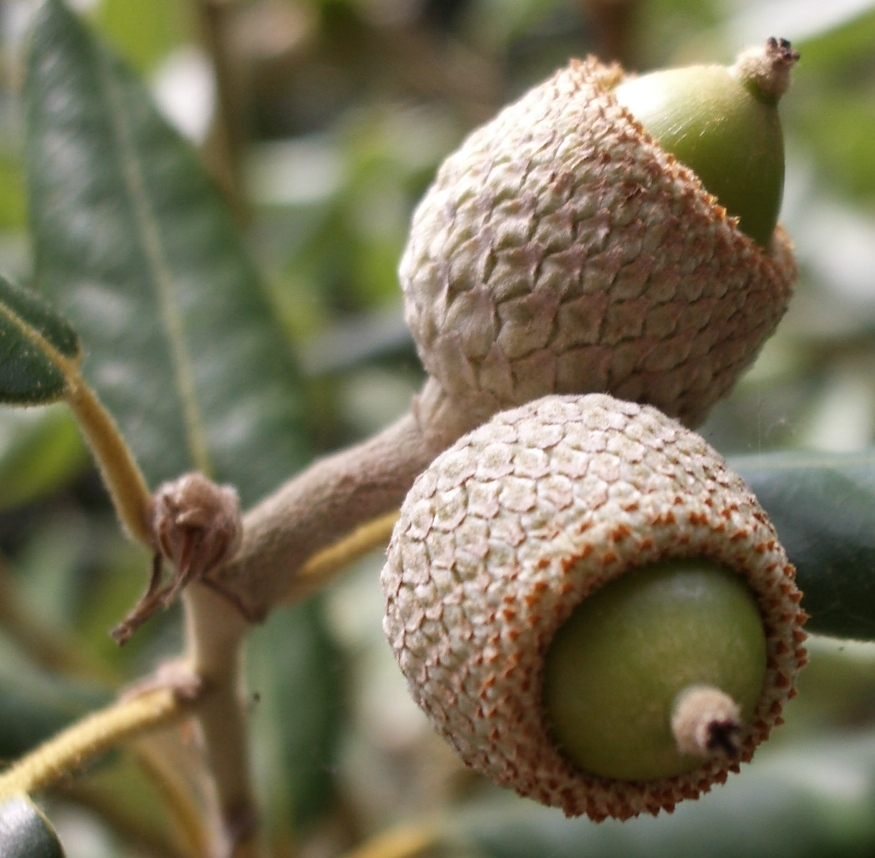
Жёлуди каменного дуба (Quercus ilex)
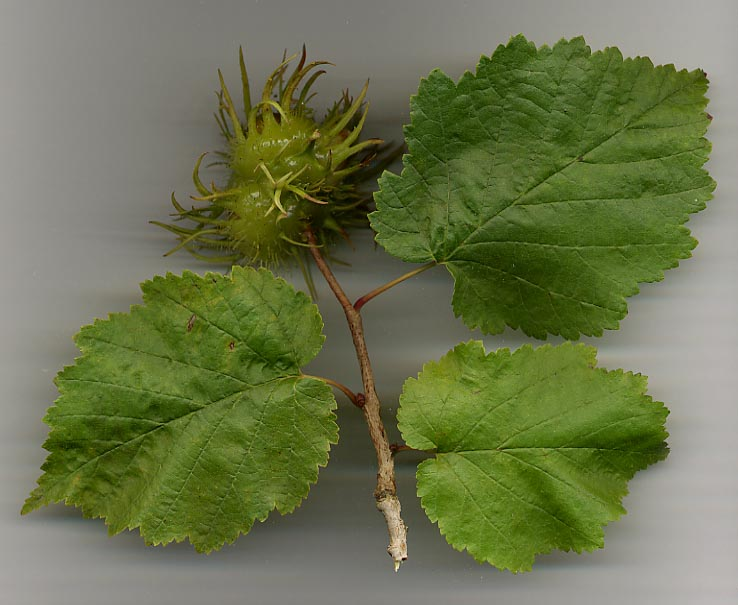
Листья и орехи лещины древовидной (Corylus colurna)
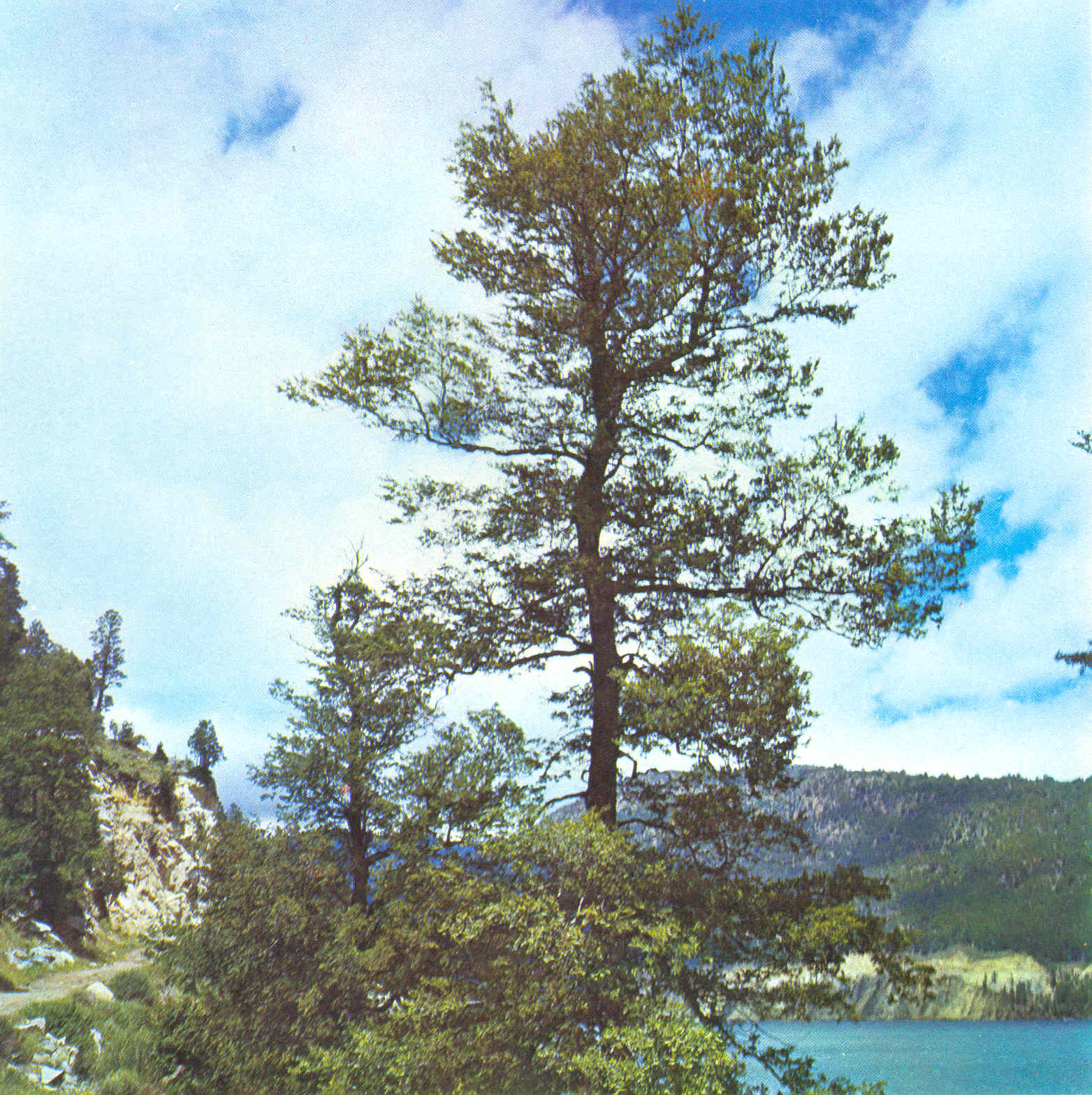
Робле (Nothofagus obliqua)
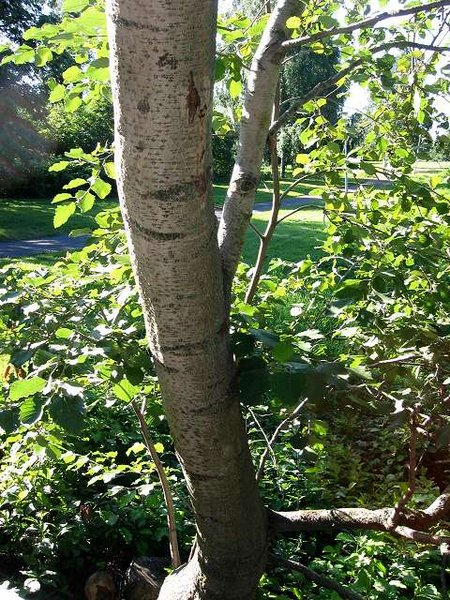
Ольха серая (Alnus incana)